# Parc national de Skarvan et Roltdalen
Le parc national de Skarvan et Roltdalen (en norvégien : Skarvan og Roltdalen nasjonalpark)   est un parc national créé en 2004 en Norvège, à cheval sur le comté et région de Trøndelag.  Le parc est situé dans les municipalités de Selbu, Tydal, Meråker et Stjørdal, non loin de la frontière avec la Suède à l’est. Le parc de 441,5 kilomètres carrés borde la réserve naturelle de Stråsjøen-Prestøyan. 

## Description
Le parc est constitué de vallées montagneuses et de forêts. Des ours bruns y vivent. Il comprend une grande zone boisée d’épicéas (la vallée de Roltdalen est la plus grande vallée de montagne sans route du sud du comté de Trøndelag) ainsi que la région montagneuse de Skarvan qui est typique de la région de Trøndelag, à la fois dans l’histoire culturelle et naturelle.
Les montagnes de Skarvan, qui s’étendent de Ruten à Fongen, sont la région montagneuse la plus remarquable de la région. Trondhjems Turistforening maintient un réseau de sentiers de randonnée reliant Roltdalen au réseau de sentiers de l’Association touristique Nord-Trøndelag et aux sentiers de la région de Sylan.

## Galerie

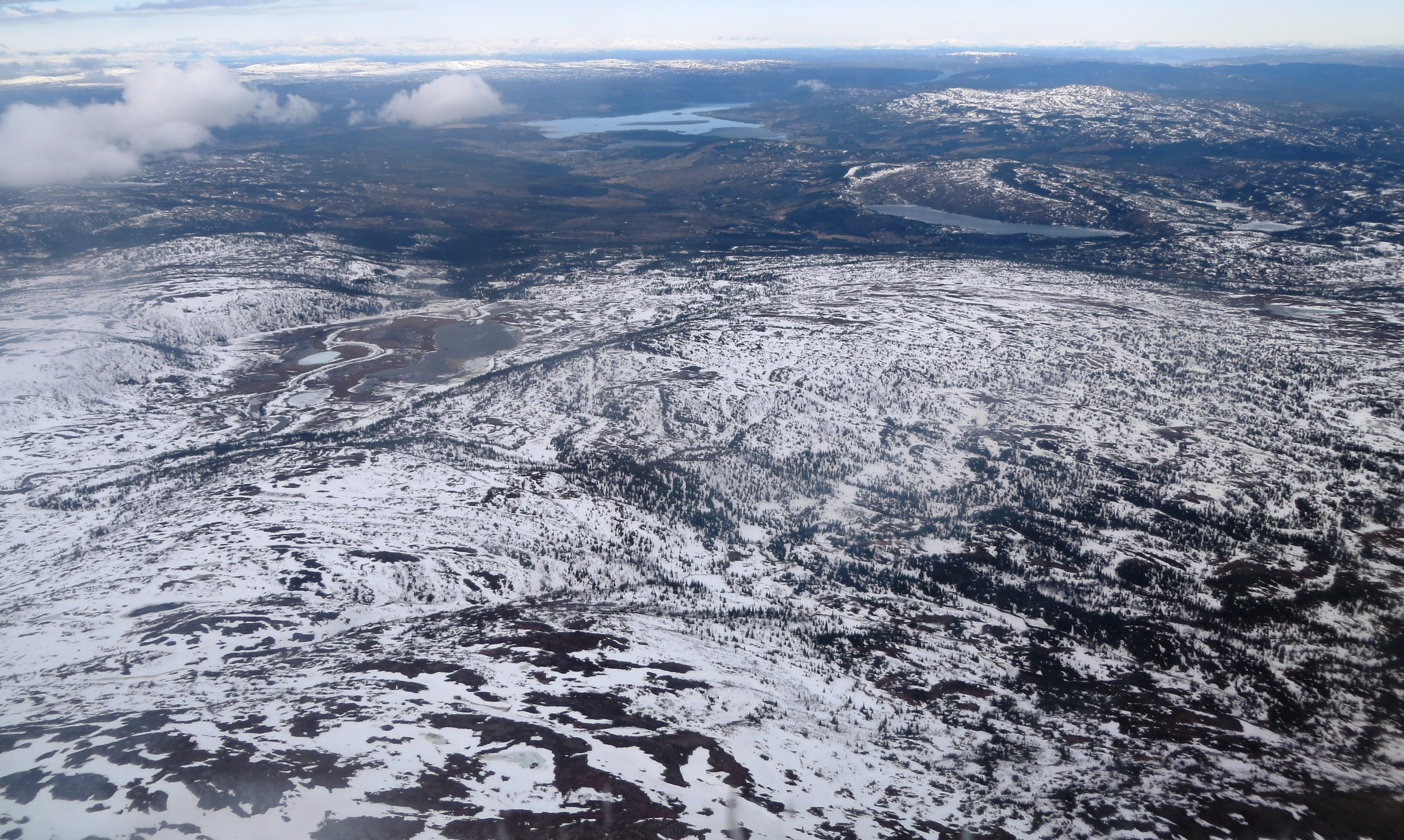
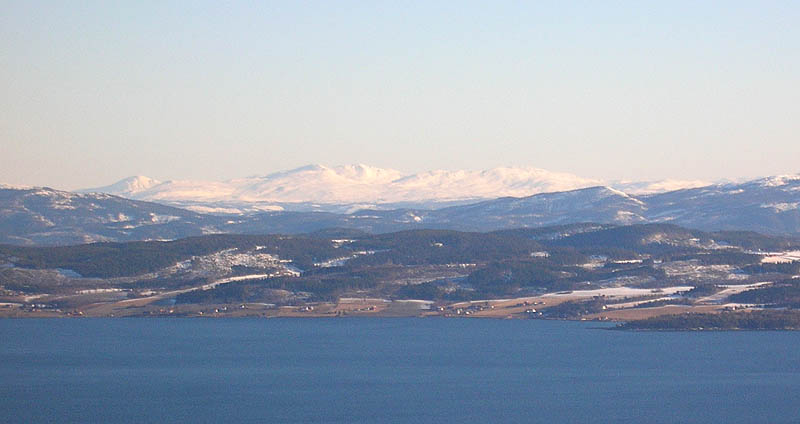
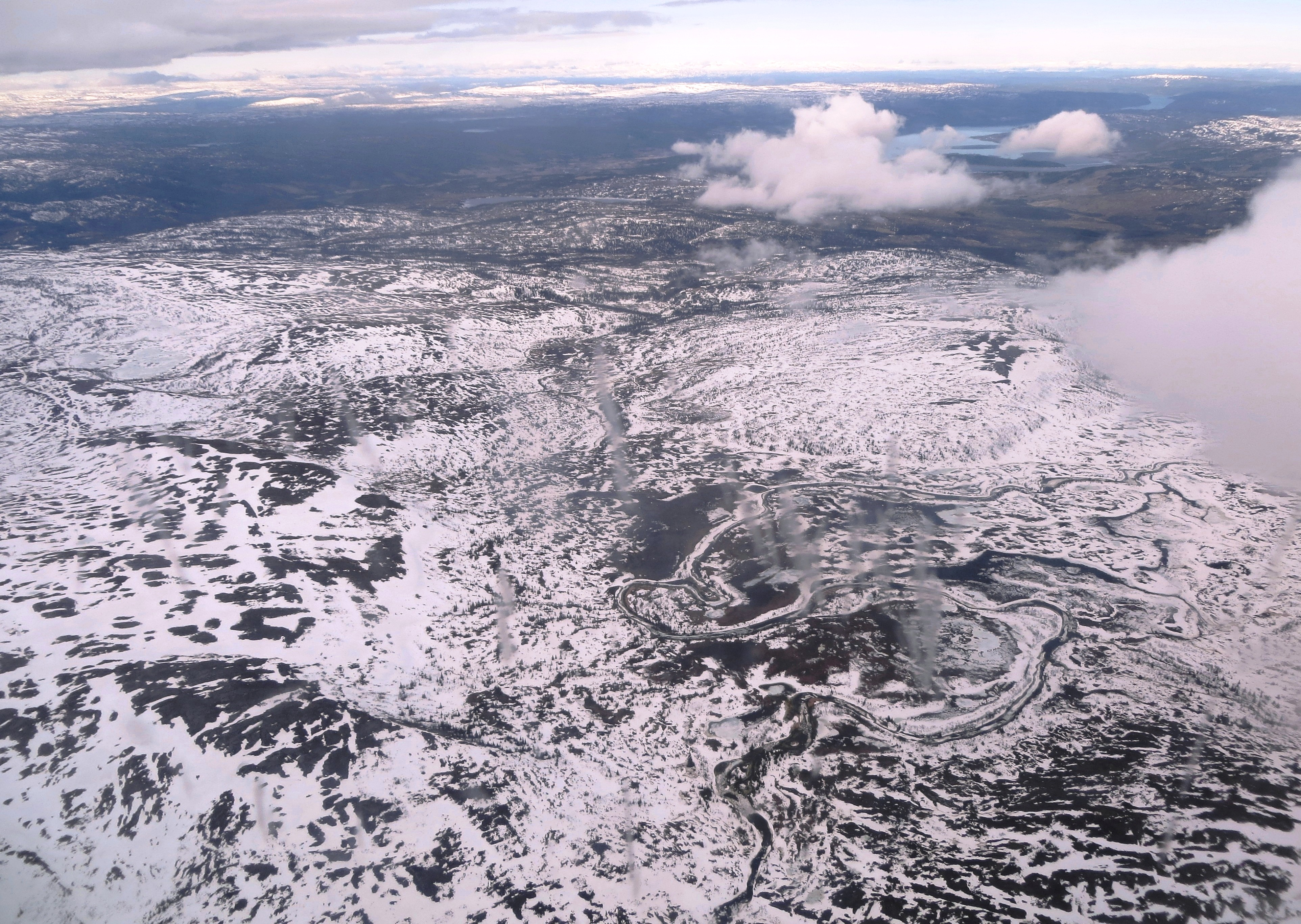